# Günter Fraschka
Günter Fraschka (* 17. Dezember 1922 in Hindenburg (Oberschlesien); † 3. Mai 1993) war ein deutscher Autor, Herausgeber und Journalist. Bekannte Pseudonyme sind etwa Ulrich Kai, Gert Pommer, Klaus Zimmern und Georg Zolin.

## Leben
Fraschka nahm als Offizier am Zweiten Weltkrieg teil, aus dem er kriegsversehrt zurückkehrte.

## Wirken
Ab 1958 trat Fraschka als Autor sogenannter volkstümlicher Kriegsliteratur in Erscheinung; zuvor war er als Sportjournalist tätig gewesen. Dabei avancierte er zum „Star-Autor“ des Rastatter Pabel-Verlags. Gegenüber dem Nachrichtenmagazin Der Spiegel bezeichnete Fraschka „das Kriegserlebnis von der Seele schreiben“ als die Funktion seiner Autorentätigkeit; der Literaturhistoriker Jost Hermand nennt ihn in einer Reihe mit Kurt Meyer und Hans-Joachim Korten einen Autor von apologetischer Kriegsliteratur in Form von Erinnerungsbüchern.
Über Fraschkas 1958 erstmals erschienenes Werk „… mit Schwertern und Brillanten. Aus dem Leben der 27 Träger der höchsten deutschen Tapferkeitsauszeichnung“ urteilte die Lokalzeitung Cellesche Zeitung, es käme nach „all den langen Jahren der Diffamierung des deutschen Soldatentums […] gerade zur rechten Zeit.“ In dem Buch fände „die deutsche Jugend, die wieder wehrpflichtig geworden ist, Vorbilder, zu denen sie emporblicken kann.“ Der Verlag selbst bewarb das Buch mit Lob aus Herbert Graberts Deutscher Hochschullehrer-Zeitung, in der …mit Schwertern und Brillanten als „[e]in Buch für die Jugend“ bezeichnet und Fraschka selbst bescheinigt wurde, er habe sich „als begabter Schilderer der soldatischen Erlebniswelt“ erwiesen, „[m]it einem unbestechlichen Sinn für Charakterechtheit, historische Treue und vornehme Kampfauffassung“. Laut einem Gutachten des Militärgeschichtlichen Forschungsamts von 2004 kolportierte Fraschka in der Veröffentlichung die Geschichte einer Vorsprache des Jagdfliegers Werner Mölders bei Hitler zu Gunsten des Münsteraner Bischofs Clemens August Graf von Galen. Die von Fraschka als „Wahrheit“ bezeichnete Erzählung zeige sich „mit weiteren Details ausgeschmückt“; die „wörtlich zitierte Rede“ enthalte „andere Formulierungen“ als frühere Veröffentlichungen. Das Gutachten erachtete die Darstellung als „mit an Sicherheit grenzender Wahrscheinlichkeit“ erfundene Geschichte. „… mit Schwertern und Brillanten“ wurde in mehrere Sprachen übersetzt und mehrfach neu aufgelegt, zuletzt 2005.
Fraschka war zudem Autor der ebenfalls bei Pabel erscheinenden Heftromanreihe Der Landser, wobei er insbesondere Arbeiten zu sogenannten Ritterkreuzträgern vorlegte. Der 1960 erschienene Roman Das letzte Aufgebot beschäftigte sich mit einem schlesischen Volkssturm-Bataillon in der Endphase des Zweiten Weltkrieges. Zu den weiteren Werken Fraschkas gehören Fertigmachen zum Erschießen und Gnade für Paris, beide 1959 erschienen. Sie schildern, ohne dabei den Nationalsozialismus und seine Kriegspläne zu rechtfertigen, „das ‚Kriegserlebnis‘ aus der Perspektive des Landsers oder Offiziers, der seinen Befehlen gehorcht oder aber – als es schon zu spät ist – Widerstand leistet“, so der Journalist Manfred Jenke.
Über das in Neckarzimmern ansässige Büro für Publizistik gab Fraschka zwischen 1962 und 1980/1981 die Zeitschrift Limes heraus, laut Untertitel eine deutsche Wirtschafts- und Kultur-Revue, die in Reisezügen auslag. Zwischen 1981 und 1992 erschien in gleicher Weise die Südwestdeutsche Illustrierte, ein Magazin für Gesellschaft, Wirtschaft und Politik. Laut Einschätzung des Nachrichtenmagazins Der Spiegel handelte es sich beim Limes um ein „nur dürftig getarntes CDU-Blatt“. Fraschka war Vorsitzender, später Ehrenvorsitzender des CDU-Kreisverbandes Neckar-Odenwald.

## Kritik und Verurteilungen
Laut dem Nachrichtenmagazin Der Spiegel war Fraschka bereits 1969 als „Geldbeschaffer“ der CDU tätig gewesen und an illegalen Praktiken der Parteienfinanzierung beteiligt. Mitte der 1970er Jahre stieß die Bonner Steuerfahndung unter Klaus Förster auf finanzielle Transaktionen zwischen Fraschka und Julius Steiner, einem CDU-Bundestagsabgeordneten, der 1972 durch seine Enthaltung beim Misstrauensvotum gegen Willy Brandt bekannt geworden war. Den Ermittlungen zufolge hatte Fraschka durch fingierte Rechnungen Steiners über 100.000 DM Steuern hinterzogen, weswegen Fraschka im Mai 1977 zu einer Geldstrafe verurteilt wurde.
Einem Bericht der Wochenzeitung Die Zeit vom Oktober 1982 zufolge gehörte Fraschka über Jahre zu den größten Lieferanten des Pressezentrums des Deutschen Bundestags. Dabei soll Fraschka mit der Herstellung von Broschüren über das Parlament einen Umsatz von durchschnittlich einer Million DM pro Jahr erzielt haben. Den Angaben der Zeit zufolge kritisierte der Bundesrechnungshof, dass an Fraschka Aufträge ohne Ausschreibung ergingen, und stellte fest, dass ihm überhöhte Preise gezahlt wurden.
Ein Verfahren vor dem Amtsgericht Mosbach wegen uneidlicher Falschaussage vor einem Untersuchungsausschuss hatte ebenfalls eine Geldstrafe für Fraschka zur Folge.